# اسکول، نورفک
اسکول (به انگلیسی: Scole) یک روستا و محله مدنی در بریتانیا است که در South Norfolk واقع شده‌است. اسکول ۱۴٫۳۱ کیلومتر مربع مساحت و ۱٬۳۶۷ نفر جمعیت دارد.